# Jan Folkertsz Trypmaker
Jan Folkertsz Trypmaker, auch Jan Volkerts(z) Trypmaker geschrieben (* Ende des 15. Jahrhunderts (?) in Hoorn; † 5. Dezember 1531 in Den Haag) war ein Holzschuhmacher und eine führende Persönlichkeit und ein Märtyrer des melchioritischen Täufertums.

## Leben
Über die familiäre Herkunft und Jugend Trypmakers schweigen die Quellen. Belegt ist nur, dass er aus der nordholländischen Stadt Hoorn stammte und seinen Lebensunterhalt als Holzschuhmacher bestritt. Um 1530 war er in Emden, kam in Kontakt mit der jungen Täufermeinde und ließ sich von dem Schwäbisch Haller Kürschner Melchior Hofmann taufen. Bevor Hofmann Emden verließ, setzte er Trypmaker zum Leiter der Emder Täufergemeinde ein. In dieser Position taufte er am 11. Dezember 1530 unter anderem den Schneider Sikke Freriks, dessen späterer Märtyrertod einen nachhaltigen Eindruck auf den römisch-katholischen Priester Menno Simons machte und diesen letztendlich zur Konversion zum Täufertum bewog.
Kurz nach der Taufe Freriks’ musste Trypmaker das ostfriesische Emden verlassen. Grund war eine Intervention der reformierten Geistlichkeit, die den Emder Magistrat zu einem Ausweisungsbeschluss gegen den Holzschuhmacher veranlasste. Trypmaker ging in die Niederlande und gelangte Anfang 1531 nach Amsterdam. Er begann hier sofort mit einer umfangreichen missionarischen Tätigkeit, die zur Gründung der Amsterdamer Täufergemeinde führte. Diese Gemeinde wurde Keimzelle einer starken Bewegung, die innerhalb kürzester Zeit in vielen niederländischen Städten Fuß fasste. Als der Den Haager Gerichtshof von Tripmakers Aktivitäten erfuhr, wies er den Rat von Amsterdam an, den Täufermissionar zu verhaften. Zwar ließ Jan Hubrechts, Amsterdamer Bürgermeister und Täufer-Sympathisant, durch sein Dienstmädchen dem führenden Kreis der Täufergemeinde eine Warnung zukommen, Trypmaker stellte sich jedoch selbst der Polizei und bekannte sich als Täufer. Er wurde nach Den Haag verbracht und einem sogenannten peinlichen Verhör unterzogen. Unter der Folter gab er die Namen von mehr als 50 Amsterdamer Mitglieder der Täufergemeinde bekannt. Sieben von ihnen wurden daraufhin verhaftet und ebenfalls nach Den Haag überstellt. Gemeinsam mit ihnen wurde Trypmaker am 5. Dezember 1531 enthauptet. Die Köpfe der Hingerichteten wurden wieder nach Amsterdam gebracht, auf Stangen gesteckt und als Abschreckungsmaßnahme öffentlich zur Schau gestellt.
Da Jan Volkertsz Trypmaker kurz vor seiner Hinrichtung seine täuferischen Lehren widerrief, wurde er von den späteren Täufern nicht in die Liste der Märtyrer aufgenommen.